# Lundagårds kapell

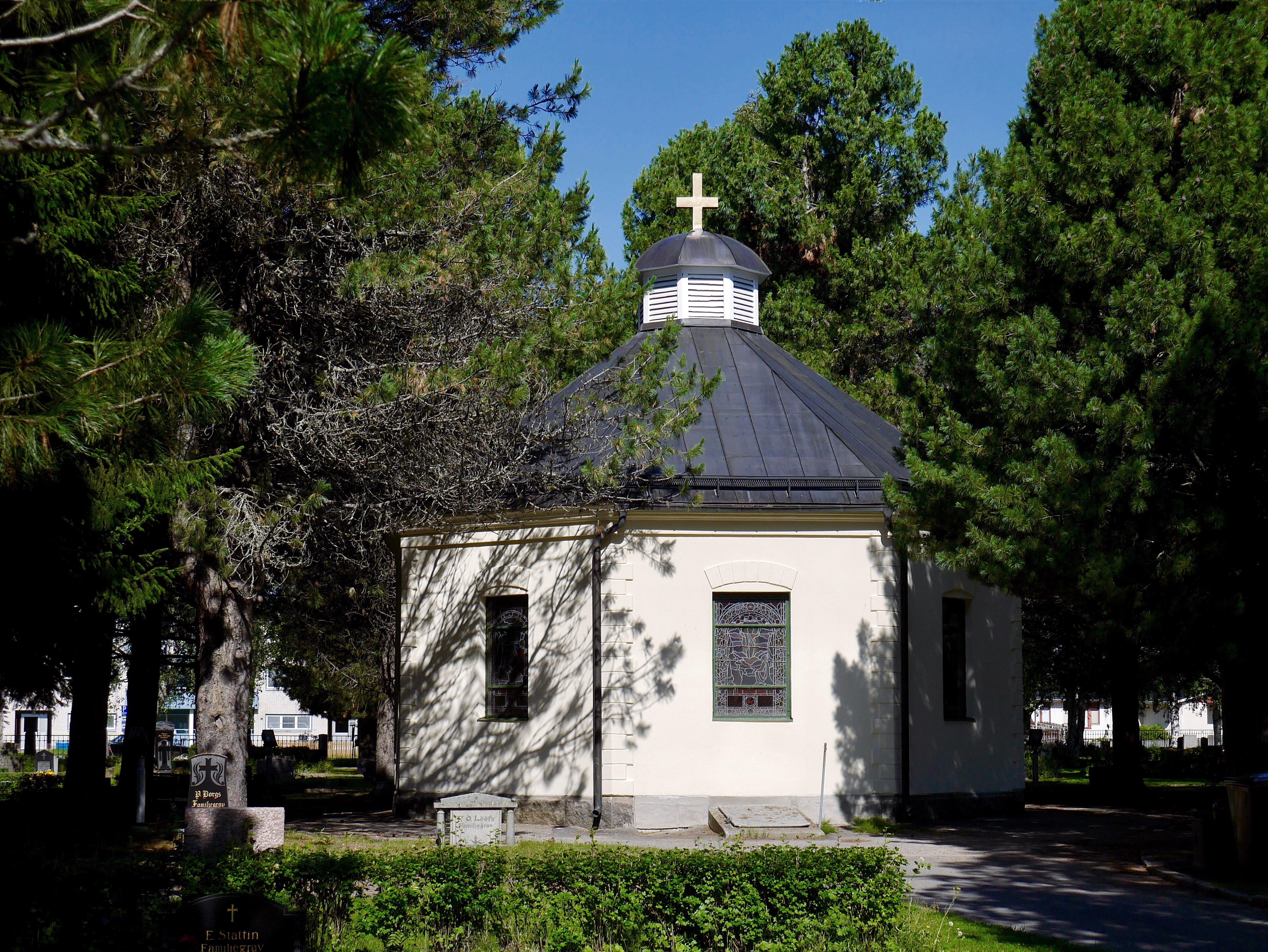
Lundagårds kapell sommaren 2016

Lundagårds kapell är en kyrkobyggnad uppförd år 1913, som tillhör Överluleå församling i Luleå stift. Kapellet är ritat av G. Janzén och ligger vid Lundagårds kyrkogård i centrala Boden. Den intilliggande klockstapeln restes år 1987.